# Libellula pulchella
Libellula pulchella là một loài chuồn chuồn Bắc Mỹ được tìm thấy ở phía nam Canada và 48 bang trong đại lục tiếp giáp của Hoa Kỳ. 
Đây là loài lớn dài 50 mm. Mỗi cánh có ba đốm.

## Hình ảnh

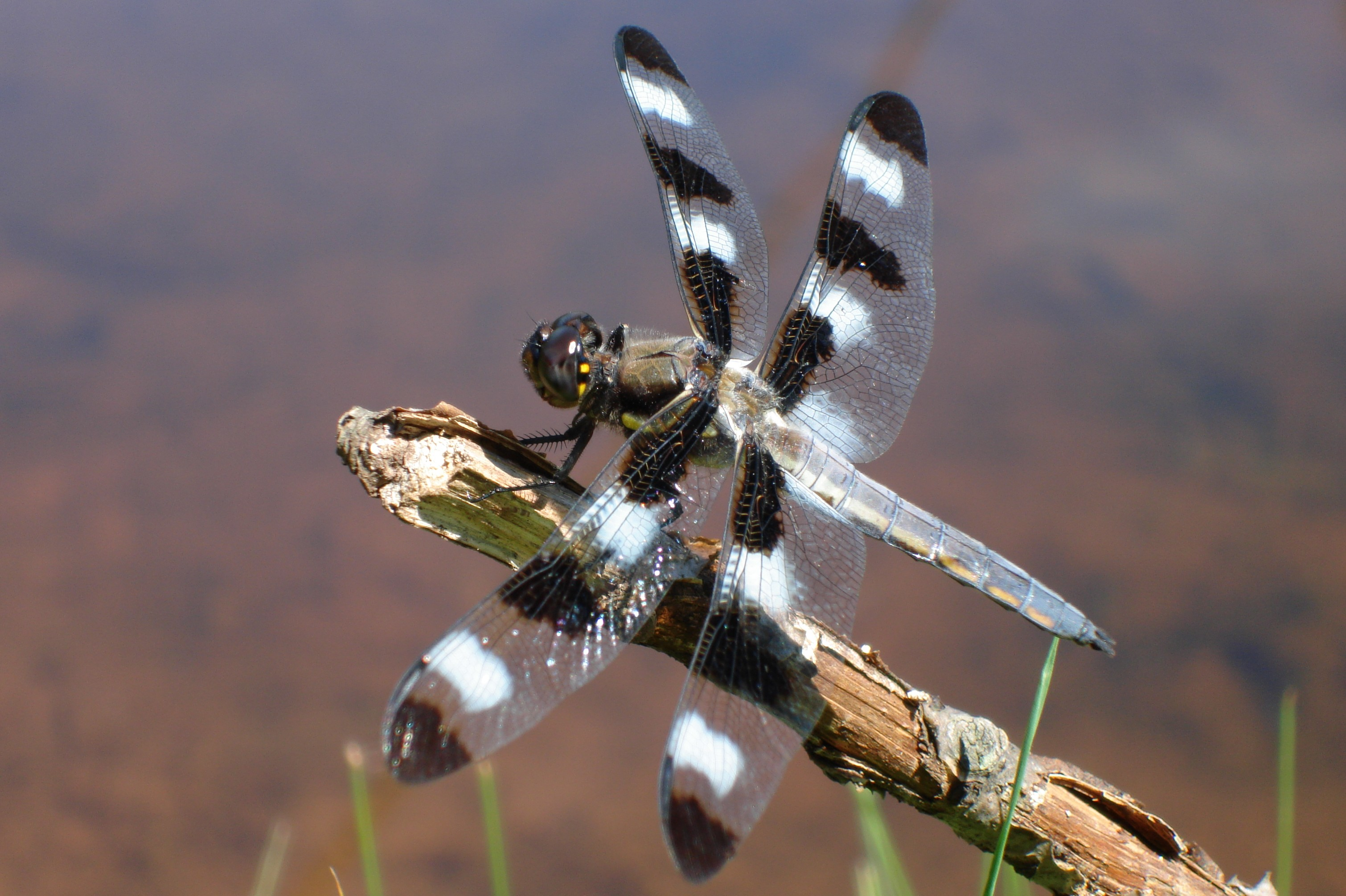
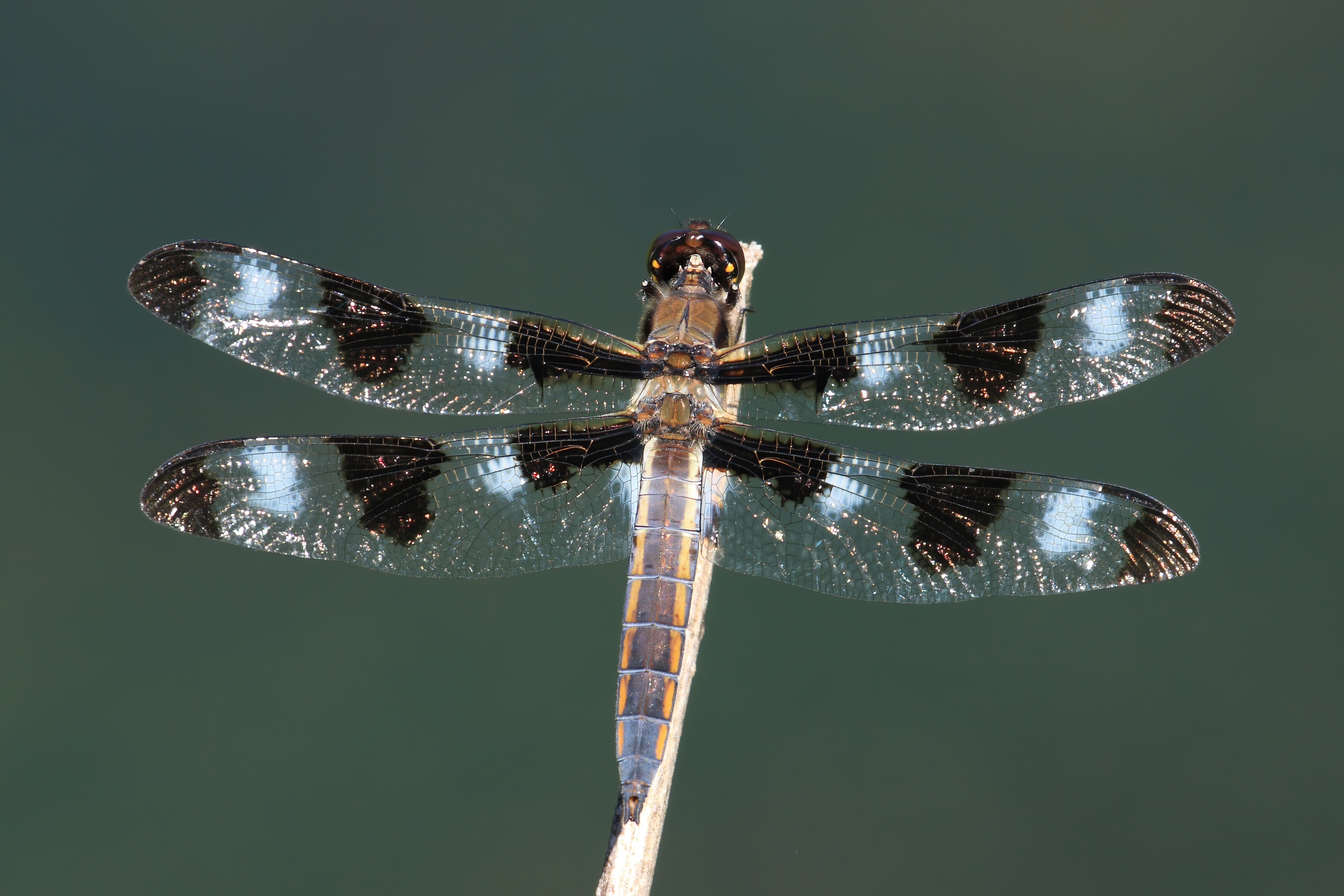
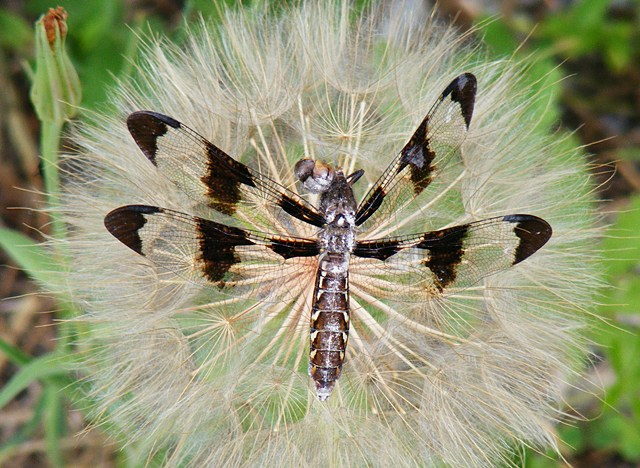
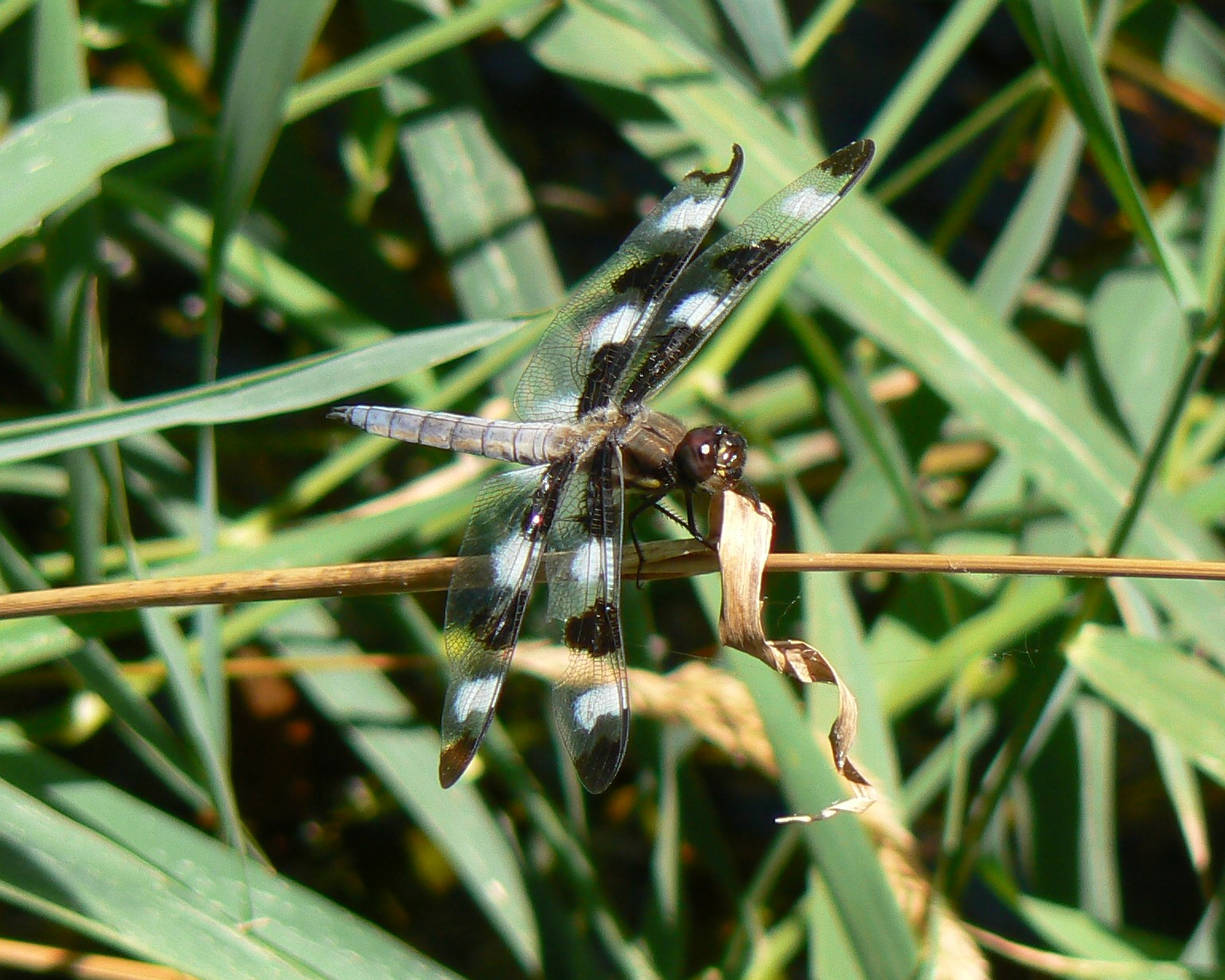